# Club de Remo Suances
El Club de Remo Suances es un club deportivo cántabro (España) que ha disputado regatas en todas las categorías y modalidades de banco fijo, en bateles, trainerillas y traineras.

## Historia
En los años 1920 y 1930 fue una localidad que participó en las competiciones de traineras disputadas en Santander. Los nombres de las embarcaciones fueron La Luisa y San Pedro. En los años 1990 volvió a aparecer una tripulación de la zona, en esta ocasión fue en batel. Desde 1998 y gracias a la presidencia de Arturo Herrera se empezó a formar el club y en 1999 se compitió en batel y trainerilla.
Al año siguiente se compitió además en trainera, pero en 2001 algunos remeros se fueron a otros clubes y solo pudieron completar con categorías inferiores en dos descensos. En 2003 se compitió en bateles y trainerillas junto con gente del Club de Remo Pontejos, pero al año siguiente el ayuntamiento derribó el edificio del club y las embarcaciones en buena medida fueron cedidas. En 2009 el club volvió a participar en competiciones de bateles en categoría cadete.
En 2011 ha participado en varias jornadas de la liguilla regional de bateles, alzándose con el título en categoría sénior, y quedando segundo en juvenil. En el Campeonato Regional se clasificó para disputar la tanda de honor, pero no se clasificaron para el Campeonato de España al quedar a 20 segundos de Santoña.